# Diradops diora
Diradops diora är en stekelart som beskrevs av Ugalde och Ian D. Gauld 2002. Diradops diora ingår i släktet Diradops och familjen brokparasitsteklar. Inga underarter finns listade i Catalogue of Life.